# كيث بينيت
كيث بينيت هو لاعب كرة القدم الكندية كندي، ولد في 1931 في فلين فلون في كندا.

## وصلات خارجية
- كيث بينيت على موقع JustSportsStats.com (الإنجليزية)